# جيف بانكس
جيف بانكس (بالإنجليزية: Jeff Banks)‏ (و. 1943  م) هو مصمم أزياء من المملكة المتحدة، وويلز.

## التعليم
تعلم في كلية القديس مارتن للفنون ‏، وكلية بارسونز ذا نيو سكول للتصميم ‏.

## جوائز
حصل على جوائز منها:
- جائزة المنافسة العامة [الإنجليزية]‏ (1946)
- قائد الفنون والآداب

## وصلات خارجية
- جيف بانكس على موقع IMDb (الإنجليزية)
- جيف بانكس على موقع قاعدة بيانات الفيلم (الإنجليزية)

- جيف بانكس في قاعدة بيانات الأفلام على الإنترنت